# Sozialistische Einheitspartei Deutschlands
Sozialistische Einheitspartei Deutschlands (SED) (Tysklands Socialistiske Enhedsparti) var det regerende parti i den Deutsche Demokratische Republik (DDR), der blev oprettet den 7. oktober 1949. SED ophørte som regeringsparti i marts 1990. SED var et kommunistisk parti med en marxistisk-leninistisk ideologi og tidligt med et element af stalinisme. Partiet afviste de forandringer, der skete i Sovjetunionen i 1980'erne som Perestrojka og Glasnost, lige som det ikke reagerede på den voksende utilfredshed i befolkningen; særligt på områder som økonomi, personlig frihed og friheden til at rejse.

## Tidlig historie
SED blev oprettet den 21. april 1946, da SPD og KPD i den sovjetiske zone blev lagt sammen efter pres fra Sovjetunionen, ligesom de dårlige erfaringer fra Weimarrepublikkens og Hitlertidens splittelse virkede for en samling.

## Den kolde krig
SED blev splittet i 1962, da Vest- og Østtyskland også for alvor blev splittet. Søsterpartiet i Vestberlin blev kaldt Sozialistische Einheitspartei Westberlins (SEW), mens SED beholdt det oprindelige navn i DDR. Søsterpartiet i Vesttyskland var det vesttyske KPD (Kommunistiske Parti Tyskland), indtil partiet blev forbudt i 1956. Siden 1968 fungerede det nystiftede tyske kommunistiske parti (DKP) som ny søsterparti for SED i Vesttyskland.
Der fandtes altså SED i Østtyskland, SEW i Vestberlin og KPD og senere DKP i Vesttyskland.

## Slutningen
Efter Sovjetunionens sammenbrud brød partiet SED ligeledes sammen, da det mistede en stor del af sit vælgergrundlag. Partiet blev dog umiddelbart smeltet om til SED-PDS i 1989 og kort derefter i 1990 til Partei des Demokratischen Sozialismus (PDS), der senere i 2007 blev omdannet til Die Linke (Venstrepartiet).

## SED's valg til Folkekammeret
DDR kaldte sig demokratisk, og staten gav sig ud for at være en parlamentarisk republik. Fra 1952 blev DDR kaldt et folkedemokrati. Her indgik partierne og masseorganisationerne, som fagforeninger og ungdomsforeningerne en alliance: Nationale Front. Den Nationale Front opstillede til valgene en enhedsliste, der var sammensat af den af SED kontrollerede Nationale Front. Ved valgene til Folkekammeret, der blev afholdt hvert 4. år, kunne vælgerne stemme for eller mod enhedslisten liste fra Den Nationale Front. Der kunne ikke stemmes for eller imod de enkelte personer eller partier på enhedslisten. Fordelingen af de delegerede mellem de forskellige partier og interesseorganisationer var fastlagt i forfatningen og blev ikke påvirket af valgene.
Folkekammeret havde i 1949 434 medlemmer og af dem fik SED de 110, de af SED kontrollerede masseorganisationer 144 medlemmer og blokpartierne CDU, LDP, DBD og NDPD havde i alt 180 medlemmer. Fordelingen blev justeret i DDR's levetid, med fordelingen blev ikke ændret væsentligt. Blokpartierne stemte ikke i DDR's levetid mod SED. Medlemmerne af Folkekammeret valgte Statsrådet, som kunne vedtage love uden Folkekammerets samtykke, og Ministerrådet, som kunne betragtes som DDR's regering. Men DDR var en centralistisk stat bygget op efter sovjetisk forbillede. Magten lå først og fremmest i SED's politbureau og partiets centralkomite. Det vedtog alle beslutninger, der vedrørte DDR.